# Deutscher Verband für Archäologie
Der Deutsche Verband für Archäologie (DVA) ist der Dachverband archäologischer Vereinigungen und fachverwandter Nachbarwissenschaften in Deutschland. Er wurde am 5. Oktober 2011 im Rahmen des 7. Deutschen Archäologie-Kongresses in Bremen gegründet. Als sein Sitz wurde Berlin bestimmt.

## Gründung
Gründungsmitglieder des DVA waren
- die Archäologische Kommission für Niedersachsen,
- der Dachverband archäologischer Studierendenvertretungen (DASV),
- der Deutsche Archäologen-Verband (DArV),
- die Deutsche Gesellschaft für Archäologie des Mittelalters und der Neuzeit,
- die Gesellschaft für Naturwissenschaftliche Archäologie ARCHAEOMETRIE (GNAA),
- die Deutsche Gesellschaft für Ur- und Frühgeschichte (DGUF),
- die Deutsche Orient-Gesellschaft (DOG),
- der Verband der Landesarchäologen in der Bundesrepublik Deutschland,
- die Verbände für Altertumsforschung: Nordwestdeutscher Verband für Altertumsforschung (NWDV), Mittel- und Ostdeutscher Verband für Altertumsforschung (MOVA) und der West- und Süddeutsche Verband für Altertumsforschung (WSVA), die teilweise als Vereine, teilweise inklusive ihrer Mitglieder beitraten.

Mit seiner Gründung vereinte der DVA damit über 3.000 Mitglieder. Voraussetzung für eine persönliche Mitgliedschaft im DVA ist die Mitgliedschaft in einem der Mitgliederverbände.
Im Jahre 2012 trat außerdem die Hugo Obermaier-Gesellschaft für Erforschung des Eiszeitalters und der Steinzeit dem DVA bei, im Jahr 2014 die Arbeitsgemeinschaft Christliche Archäologie zur Erforschung spätantiker, frühmittelalterlicher und byzantinischer Kultur  (AGCA). Ferner ist die Gesellschaft für Anthropologie Mitglied.

## Vorstand
Zum ersten Präsidenten der DVA wurde der Prähistoriker und Präsident der Stiftung Preußischer Kulturbesitz Hermann Parzinger gewählt. Vizepräsidenten wurden Friederike Fless, Präsidentin des Deutschen Archäologischen Instituts, Uta Halle, Landesarchäologin der Hansestadt Bremen, Jürgen Kunow, Leiter des Amts für Bodendenkmalpflege im Rheinland in Bonn, sowie Alfried Wieczorek, Generaldirektor der Reiss-Engelhorn-Museen in Mannheim. Als Geschäftsführer wurde Matthias Wemhoff gewählt, Direktor des Berliner Museums für Vor- und Frühgeschichte, wo auch die Geschäftsstelle eingerichtet wurde. Von 2017 bis Juni 2022 war Alfried Wieczorek Präsident, seitdem übt Patrick Schollmeyer dieses Amt aus.

## Ziele
Der Deutsche Verband für Archäologie soll sich zu einer schlagkräftigen Interessenvertretung der Belange der Archäologie und des kulturellen Erbes in Deutschland entwickeln und dabei die Interessen und Forderungen aller in diesem und den angrenzenden Gebieten Tätigen und aktiven Verbände vertreten. Er soll als ihr gemeinsames Sprachrohr gegenüber Politik und Bürgern wirken und zunehmend Einfluss zugunsten der archäologischen Aufgaben gewinnen.
Hermann Parzinger äußerte dazu auf dem Gründungskongress: „Die Archäologie hat sich zu einer ungemein dynamischen und transdisziplinär arbeitenden Wissenschaft entwickelt, die äußerst erfolgreich Forschungsmittel einwirbt und durch ihre aktuellen Themen zum Erhalt und zur Erforschung der Bodendenkmäler weltweit großen öffentlichen Zuspruch findet. Es war deshalb höchste Zeit, ein Dach für die Archäologie in Deutschland zu schaffen, unter dem alle Verbände, Gesellschaften und Institutionen mit ihren unterschiedlichen Traditionen, Aufgaben und Zielen zusammengeführt und ihre Interessen gebündelt werden.“ und „… ohne gemeinsames Dach und eine verbindende Struktur wird die Archäologie auch nicht wirklich verändernd auf die für unsere Wissenschaften wichtigen Rahmenbedingungen […] einwirken können.“
Der Verband gibt die Zeitschrift Blickpunkt Archäologie heraus.

## Austritte
Die Deutsche Gesellschaft für Ur- und Frühgeschichte (DGUF) trat per 31. Dezember 2019 aus dem DVA aus. Im Folgejahr trat auch die Hugo Obermaier-Gesellschaft für Erforschung des Eiszeitalters und der Steinzeit aus dem DVA aus.